# Lentedriehoek

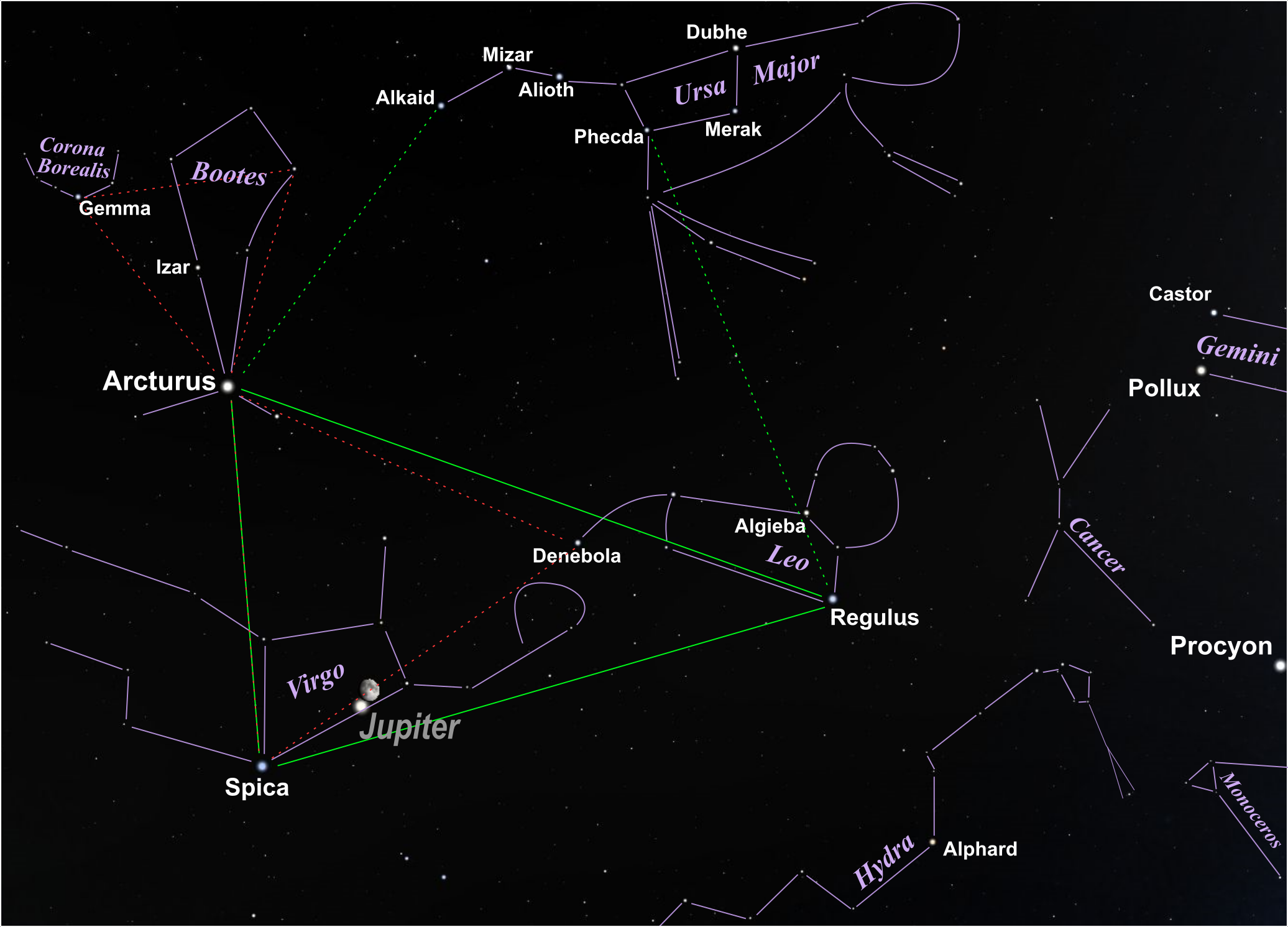

De lentedriehoek is een grote figuur aan de sterrenhemel (een zogenaamd asterisme), die op het noordelijk halfrond in de lente aan de avondhemel te zien is. De driehoek wordt gevormd door de sterren Arcturus (alpha Böotis), Regulus (alpha Leonis) en Spica (alpha Virginis). Dit zijn de drie helderste sterren van de noordelijke lentehemel. Ze zijn alle drie van de eerste magnitude. 
De figuur is desondanks niet zo eenvoudig te vinden als de zomerdriehoek, omdat de sterren zo ver van elkaar staan. De langste zijde van de driehoek, tussen Regulus en Arcturus, is 57° lang. Met name in ver noordelijke gebieden zijn de drie sterren niet lang tegelijkertijd goed aan de hemel zichtbaar. Boven de 70° noorderbreedte is Spica niet meer zichtbaar, en boven de 60° zuiderbreedte komt Arcturus nooit boven de horizon uit.
Omdat de lentedriehoek een groot deel van de ecliptica beslaat komt het vaak voor dat zich heldere planeten in de driehoek bevinden, die de figuur dan onderbreken.
Soms wordt een kleinere driehoek herkend met niet Regulus, maar Denebola (beta Leonis) als naar het westen wijzende punt. Het voordeel is dat deze sterren langer samen te zien zijn, maar Denebola is veel minder helder dan Regulus en daarom lastiger te vinden.